# All-Ireland Senior Football Championship 1975
L'All-Ireland Senior Football Championship 1975 fu l'edizione numero 89 del principale torneo di calcio gaelico irlandese. Kerry batté in finale Dublino ottenendo la ventitreesima vittoria della sua storia.

## Semifinali
| Dublino 10 agosto 1975 | Kerry | 3-13 – 0-05 | Sligo | Croke Park |

| Dublino 24 agosto 1975 | Dublino | 3-13 – 3-08 | Derry | Croke Park |

### Finale
| Dublino 28 settembre 1975 | Kerry | 2-12 – 0-11 | Dublino | Croke Park (66346 spett.) |